# Батурин Григорій Миколайович
Григорій Миколайович Батурин (1880, станиця Ахтанизовская, Кубанська область — грудень 1925, Ростов-на-Дону) — радянський військовий діяч, активний учасник Громадянської війни, начальник штабу 50-ї Таманської дивізії. Член РКП(б) з 1917 року.

## Біографія
Народився на Кубані в станиці Ахтанизовской в сім'ї присяжного повіреного. У 1898 році закінчив Михайлівський кадетський корпус, отримав звання поручика. У 1905 році за зв'язок з партією есерів, розжалуваний до рядового і висланий в Тобольскую губернію. У 1914 році призваний на фронт, до 1917 року дослужився до звання штабс-капітана, нагороджений Георгіївським хрестом 3-х ступенів.
В 1917 році вступив у партію більшовиків. З 1918 року займався формуванням Робітничо-селянської Червоної армії на Таманському фронті громадянської війни. З вересня по грудень 1918 року — начальник штабу Таманської армії, з грудня 1918 по лютий 1919 року — начдив Таманської стрілецької дивізії, з березня по квітень 1919 року — врід начдива 1-й Особливої кавалерійської дивізії, вересня 1919 року — начдив 6-ї кавалерійської дивізії. Пізніше переведений на посаду начальника штабу 50-ї Таманської дивізії. В 1920 році — начальник штабу Катеринодарського укрепительного району, за липень 1921 року — начальник Краснодарського гарнізону.
В кінці 1921 року переведений в Ростов-на-Дону. Інспектор піхоти Північно-Кавказького військового округу (з 1921 по 1922 роки). Начдив 2-й Донський стрілецької дивізії з квітня 1922 року. Начдив 9-ї стрілецької дивізії (з кінця 1922 по квітень 1923 року). Внаслідок хвороби переведений в резерв червоної АРМІЇ і направлений військовим комісаром у Слов'янський військкомат Краснодарського краю. З нез'ясованих причин у грудні 1925 року Батурин застрелився. Похований у місті Ростові-на-Дону.

## Пам'ять
Ім'ям Григорія Миколайовича Батурина названа одна з вулиць міста Ростова-на-Дону..